# Шишко, Лев Петрович
Лев Петро́вич Шишко́ (1872 / 1873 / 1874, Царское Село — 1 августа 1943, р. п. Лахтинский) — русский архитектор, гражданский инженер. Представитель эклектики. Работал в рамках различных стилей: неоклассицизма, необарокко, неоготики, неорусского, а также модерна. Автор научных трудов, инженерных и архитектурных проектов для Санкт-Петербурга и пригородов, а также Хельсинки, Пскова, Томска и Саратова. Особенно известен проектами образовательных учреждений. Почётный инженер-технолог. Доктор технических наук.

## Биография
Окончил Институт гражданских инженеров императора Николая I (1896, золотая медаль за лучший архитектурный проект, серебряная — за работы по строительной механике).
Служил в технико-строительном комитете Министерства внутренних дел, Департаменте народного просвещения.
Архитектор Римско-католической духовной коллегии, Александро-Невской Лавры, Департамента духовных дел иностранных исповеданий (1900-е).
Профессор Института гражданских инженеров. Преподавал также в Горном и Электротехническом институтах, Академии Художеств и училище технического рисования им. барона Штиглица.
Директор, затем ректор Технологического института (1915—1920). Профессор Ленинградского института инженеров железнодорожного транспорта, где в 1909—1943 возглавлял курс архитектуры гражданских и промышленных зданий, а в 1931—1936 — кафедру «Архитектура».
Архитектор проектного бюро треста «Ленинградтекстиль» (1920-е). Постоянный консультант и эксперт Технического управления Ленсовета.
Репрессирован в 1930 году.
Во время Великой Отечественной войны руководил лабораторией, выполнявшей оборонные заказы (устройство бомбоубежищ и др.). Совместно с А. А. Суриным для осуществления восстановительных работ на железной дороге разработал проект и создал три поезда-летучки, действовавшие во время ленинградской блокады. Награждён медалью «За оборону Ленинграда». Трагически погиб во время бомбардировки Лахты.

## Постройки в Петербурге и пригородах
Л. П. Шишко одним из первых в Петербурге стал использовать прочные пористые цементно-известковые растворы, обеспечивающие быстрое высыхание и вентилируемость стен. В частности, они использованы при реконструкции Технологического института, строительстве доходного дома Александро-Невской Лавры, костёла в Гатчине.
- Доходный дом М. А. Стенбок-Фермор (1902, Загородный пр., 44 / Звенигородская ул., 2);
- Доходный дом (1911, Серпуховская ул., 32);

##### ДляАлександровского заводаНиколаевской железной дороги
- Больница (1902, ул. Цимбалина, 13 / ул. Бабушкина, 28х / ул. Дудко, 14х)  памятник архитектуры (вновь выявленный объект)[15];
- Техническое железнодорожное училище при Александровском заводе (1902—1903)[16];

##### Для духовных учреждений
- Перестройка бывшего здания римско-католического архиепархиального правления под Римско-католическую семинарию (1900—1902, 1-я Красноармейская ул., 11  памятник архитектуры (вновь выявленный объект)[15]);
- Надстройка флигелей для римско-католического архиепархиального правления (1901 или 1913[17], наб. Фонтанки, 118; бывшая усадьба Г. Р. Державина, в 1846 г. проданная Римско-католической духовной коллегии);
- Доходный дом Александро-Невской Лавры (1901—1903, Невский пр., 153, совместно с А. А. Венсаном)  памятник архитектуры (вновь выявленный объект)[15];
- Консисторские ворота Александро-Невской Лавры[14]  памятник архитектуры (федеральный) Объект культурного наследия России[18];
- Здание ризницы и древлехранилища Александро-Невской Лавры (1906—1910, Монастырки наб., 1Л);
- Церковь Серафима Саровского (1906—1908, не сохр.) в Серафимо-Антониевском скиту Александро-Невской Лавры около станции Преображенская (ныне пос. Толмачёво)[19][к 2];
- Церковь Пресвятой Девы Марии Кармельской в Гатчине (от надзора за строительством костёла Шишко в 1907 году был отстранён, так как отклонился от первоначального проекта (1906)[4][к 3];
- Надстройка бывшего здания Римско-католической семинарии для Департамента духовных дел иностранных исповеданий (1911, пр. Римского-Корсакова, 49);

##### Образовательные учреждения
- Реконструкция главного корпуса Технологического института (совместно с А. П. Максимовым), а также строительство лабораторных зданий (1903, 1911—1913). В 1898 году по проекту Шишко центральный фасад был надстроен четвёртым этажом, окна третьего этажа расширены, два эти этажа объединили пилястрами, первый и второй этаж украсили рустом[23];  памятник архитектуры (федеральный) Объект культурного наследия России[24];
- Училищный дом — Двухклассная школа Министерства народного просвещения (1909, Рыбацкий пр., 18х, дом снесен; построен заново с последующим размещением бизнес-центра[25]);
- 2-я гимназия императора Александра I с жилым домом (1909—1913, Казанская ул., 27 / Гривцова пер., 12—12х)  памятник архитектуры (вновь выявленный объект)[15];
- Мужское городское училище — Детсад № 7 (1910—1911, г. Пушкин, Октябрьский бульв., 18 / Оранжерейная ул., 40)  памятник архитектуры (вновь выявленный объект)[15];
- 3-я гимназия — Школа № 181 Центрального района (1912—1913, Соляной пер., 12).  памятник архитектуры (местного значения) Объект культурного наследия России[26];
- Гимнастический зал и бассейн при 1-й гимназии (1913—1915, 1927, Правды ул., 11А / Социалистическая ул., 11Б). Нередко упоминается как первый в России крытый плавательный бассейн[27].  памятник архитектуры (вновь выявленный объект)[15];
- 11-я мужская гимназия — Школа № 107 — Гимназия № 107 Выборгского района (1914—1915, Выборгская ул., 3)  памятник архитектуры (вновь выявленный объект)[15];
- Реальное училище в Новой Ладоге — Новоладожская средняя школа № 1 (1914, Пионерская ул., 7)[28]  исторический памятник (региональный) Объект культурного наследия России[29];
- Проект здания Терийокского реального училища (1917, не осуществлён, проект учитывал новейшие требования гигиены и физического воспитания)[30];

##### Деревянные постройки вОльгино
- Собственная дача со службами (1907—1908, ул Вокзальная, 6 / пр. Ленина, 1; архитектор погиб в этом доме за своим рабочим столом во время Великой Отечественной войны в 1943 году в результате попадания бомбы; частично сохранились служебные постройки);
- Дом Г. Ф. Корженевского, управляющего Лахтинским имением Стенбок-Ферморов (1909, Корженевский в точности повторил дачу самого Шишко[31], в настоящее время сильно перестроен);
- Дача Козинцевых (1912, авторство Шишко предположительно)  памятник архитектуры (вновь выявленный объект)[15];

##### Послереволюции
- завершение строительства Библиотеки Академии Наук;
- участие в строительстве «Большого дома»;
- участие в строительстве промышленных корпусов фабрики «Красное знамя» (1924—1926) и других промышленных зданий в качестве архитектора проектного бюро треста «Ленинградтекстиль»;
- проект кузнечного цеха завода «Новый Лесснер», 1928[32];
- участие в проектировании Невского химкомбината;
- проект ладожского водопровода (не осуществлён).

## Работы вПскове
- Проект первого реставрационного крыльца Поганкиных палат (1902). По мнению Псковского археологического общества, неорусское крыльцо по проекту Шишко не соответствовало стилю здания, и было впоследствии перестроено[к 4];
- Проект здания женской Мариинской гимназии в Пскове (1910, не осуществлен);
- Рисунки иконостаса церкви Георгия со Взвоза (1905).

## Работа вСаратове
- Здание Физического института Саратовского университета (ныне 3-й корпус университета, 1911—1913, Шишко принял участие в проекте, здание построено архитектором К. Л. Мюфке)[к 5];  памятник архитектуры (федеральный) Объект культурного наследия России[38].

## Работа вТомске
- Научная библиотека Томского государственного университета (1912—1914, совместно с А. Д. Крячковым, по другим данным — с Ф. А. Черноморченко[39]);  памятник архитектуры (федеральный) Объект культурного наследия России[40].

## Работа вХельсинки
- Здание Александровского лицея (1913, совместно с М. Г. Чайко[41], ныне Музей естествознания).
- Часовня мира в Хельсинки[фин.] (1913, разрушена в 1920 году)[42].

## Работы для других городов
- участие в проектировании магнитогорских металлургических заводов;
- участие в экспертизах по зарубежным техническим проектам, в том числе строительства тоннеля под Ла-Маншем[10].

## Научные труды
- Архитектурные формы и детали. — Ч. 1: Обработка кирпичных и оштукатуренных фасадов: Пособие при проектировании фасадов зданий. — СПб.: Типолитография П. Т. Ревина, 1906. — 14 с., 104 л. черт. На обл. дата: 1905.
- 'Вентиляционные установки промпредприятий. — М.—Л.: Огиз—Государственное научно-техническое издательство, 1932. — Ч. 2. — 183 с: ил.
- Вентиляция и отопление фабричных зданий: монография. — СПб.: [б. и.], 1915. — 85 с.: ил.
- Иллюстрированное урочное положение для составления и проверки смет на строительные работы. Общедоступная справочная книга. Составлено на основании Официального урочного положения с дополнениями, разъяснениями и пояснительными чертежами. — Ч. 1—3. — М.—Л.: Московское акционерное издательское общество, 1926—28. — 128 с.+672 с.+1240 с., с илл., табл., черт.
- История территории и построек Технологического института // Технологический институт им. Ленинградского совета рабочих, крестьянских и красноармейских депутатов: 1828—1928. Сто лет : [Юбил. сб.]. — Т. 1. — Л.: Издание Технологического института, 1928. — С. 265—268.
- Материалы для проектирования и постройки скотобоен и скотных рынков. / В соавт. с В. М. Смугге. — Ч. 1: Размеры территории боен и скотных рынков и расположение отдельных зданий. — СПб.: Типография журнала «Строитель», 1908. — 91 с., 11 л. пл.: пл.
- Материалы по устройству плавательных бассейнов и купальных зданий. — Петроград: Типография А. Н. Лавров и К°, 1914. — 212, [2] с., 20 л. черт.: ил., черт.; 23. На обл. дата: 1916.
- Начальные школы Министерства народного просвещения. — СПб.: Государственная типография, 1911. — 11 с. : черт.; 27.
- Проект канализации г. С.-Петербурга. — Ч. 1—4. — СПб.: Типолитография «Братья Ревины», 1913. — 343 с. + 632 с. + 171 с. + 143 с.
- Справочник по определению количества рабочей силы и материалов для ремонта и производства строительных работ. / В соавт. с М. Г. Чайко. — Л.: Академическое издательство, 1924. — 221 с. Другие издания: 1925, 1926, 1927, 1931.
- Строительные нормы урочного положения: иллюстрированное издание (по Рошефору) в метрических мерах. — М.: Московское акционерное издательское общество, 1928. — 1240 с., с илл., черт. и план.
- В соавт. с: Чайко М. Г. Справочник по ремонту и производству строительных работ. — 2 изд. — Л.: Академическое издательство, 1925. — 271 с., с табл., черт.
- Части зданий: Справочное практическое руководство для инженеров, техников и строителей. — Ч. 1. — М.—Л.: Московское акционерное издательское общество, 1926. — 216 с., с табл., черт.
- Части зданий: Справочное практическое руководство для инженеров, техников и строителей. — Ч. 2. — М.—Л.: Московское акционерное издательское общество, 1927. — 209—576 с.: ил
- Части зданий: Справочное практическое руководство для инженеров, техников и строителей. — М.: Московское акционерное издательское общество, 1927. — 584 с.: ил. чертежи. Другие издания: 1928, 1929.

Шишко также выступал в качестве переводчика и редактора переводов научной литературы с немецкого языка, в частности:
- Браузеветтер А. Архитектурные формы гражданских построек: В 2 ч.: 202 таблицы с пояснительным текстом / Пер. со 2 немецкого улучшенного изд. К. В. Наумова под ред. Л. П. Шишко. — СПб.: Издательство И. И. Базлова, 1904. — 23 с. + 202 табл. черт. Переизд.: 2013. ISBN 978-5-458-31831-0
- Клингер Г., Риттер И. Справочник по центральному отоплению водоснабжению и вентиляции / Пер. с нем. Л. П. Шишко. — [Харьков]: Униздат, 1928. — 442 с.: ил. — На обл. дата: 1929.
- Ослендер А. Районное отопление городов / Пер. с нем. под ред. Л. П. Шишко. — Х.: Униздат, 1930. — 222 с.: ил.
- Полное руководство по гражданской архитектуре = (Baukunde des Architekten) / Полный пер. с 5-го нем. изд. с изм. и доп. В. Леви и В. Келдыша под ред. Л. П. Шишко. — Отд. 1—3. — В 2 томах. — Т. 1: Отд. 1: Каменные работы; Т. 2: Отд. 2—3: Плотничные работы. Кровли. — СПб.—М.: Товарищество М. О. Вольф, [1909]. — 212 с.+163 с.

## Комментарии
1. ↑  Встречается также 1942 год[2].
2. ↑  По другим данным, 1905—1909 или 1905—1908. Церковь была расположена в поместье (урочище) Зачеренье, с конца XIX века принадлежавшем потомственному почётному гражданину немецкого происхождения Вильгельму Штраусу. В 1901 или 1902 или 1910 году пустошь и мызу Зачеренье с постройками приобрела Александро-Невская лавра для дачи-скита митрополита Антония Вадковского, бывшего в то время правящим архиереем[20][21][22].
3. ↑  Степень участия Шишко в проекте костёла не ясна.
4. ↑  В 1997 году архитектором-реставратором В. Е. Никитиным на этом месте воссоздано древнейшее крыльцо[33].
5. ↑  Согласно мнению саратовских краеведов, роль Шишко в проектировании этого здания была отрицательной[34][35]. По воспоминаниям В. Д. Зёрнова, проект Физического института был заказан Шишко как представителю Министерства народного просвещения для «удовлетворения аппетитов министерских архитекторов». Размеры и первоначальный набросок плана, включавшего жилые помещения для сотрудников, были намечены Зёрновым и физиком П. Н. Лебедевым. По требованию строительного комитета Министерства просвещения проект должен был быть сокращён. Полученный из министерства окончательный вариант представлял собой черновой проект саратовцев без жилых помещений[36]. Негативным предстает и участие Шишко в проектировании здания экспериментальной медицины Саратовского университета[37].